# Dirty (filme)
Dirty é um filme dos Estados Unidos de 2005.

## Sinopse
Nascida das cinzas da violência urbana, a corrupção policial e as infames guerras de gangues dão vida à crua e demarcada história de um policial ex-membro de gangue que é forçado a escolher entre sua consciência e a lealdade ao código azul no decorrer de apenas um dia. Designado para o trabalho à paisana da desonesta unidade anti-gangue do departamento de polícia de Los Angeles aos 28 anos, Armando Sancho leva sua experência nas ruas de Los Angeles são o único lugar que os dois patrulheiros sabem como trabalhar – usando a força. Mas não há nada mais perigoso que um gangster com um distintivo e quando os dois ficam sob o fogo cruzado, apenas um sairá vivo.

## Elenco
- Cuba Gooding Jr.
- Keith David
- Nicholas Gonzalez
- Brittany Daniel

## Recepção
No site agregador de críticas Rotten Tomatoes, 21% das 28 resenhas dos críticos são positivas.